# Mega Man Zero 2
Mega Man Zero 2 é um jogo para Game Boy Advance que acontece muitos anos depois da série Mega Man X e um ano após os acontecimentos do primeiro jogo Mega Man Zero. O sistema do jogo continua semelhante ao da série Mega Man X. Em 2015 o jogo foi relançado para a plataforma Wii U.

## História
Após a destruição de Copy X e da sede da Neo Arcadia, Zero lutou contra Neo Arcadianos por meses. Harpuia o resgata e o leva para a resistência ao encontrá-lo desacordado. Ao chegar lá, Zero se depara com Ciel trabalhando numa energia alternativa para solucionar a crise energética, motivo inicial para o genocídio cometido pela Neo Arcadia. Elpizo, o novo comandante dos exércitos da Resistência, começou um plano para acabar de vez com Neo Arcadia.

## Jogabilidade
A jogabilidade permanece semelhante à do jogo anterior, exceto por algumas novidades:
- Zero recebe uma nova arma, o Chain Rod, construída a partir de restos do Triple Rod.[1]
- As EX Skills, habilidades especiais obtidas dos chefes quando se completa o nível com rank A ou S.[1][4]
- Zero pode adquirir novas habilidades ao treinar suas habilidades anteriores, sistema apresentado pela mudança de forma.[1][4]